# 东三省官银号
东三省官银号，其旧址位于辽宁省沈阳市沈河区朝阳街21号，设立于清光绪三十一年（1905年），1932年停业，是中国东北地区在近代最早创办的银行。东三省官银号由原奉天官银号改制而来。东三省官银号除银行业务外，还兼营钱铺、当铺、烧锅、货栈等业务。东三省官银号不仅垄断着东北金融业，还控制着许多东三省的工商企业。东三省官银号在其他各地设有80处分号。

## 历史沿革
1853年5月5日，清政府在沈阳设立奉天官钱局。1894年奉天将军裕禄“奏设华丰官帖局”以“疏通圜法，而通市面”，发行纸币解决地方财政困难。因流通区域过小不能从根本上解决货币短缺。1896年盛京将军依克唐阿整顿钱法，收回华丰官帖，奏请另设“华盛官钱局”，一时方便商民。1900年庚子之乱后，俄军占领沈阳，沈阳户部银库及官钱银号被洗劫一空。货币市场混乱。
1905年冬为抵制日俄战争中日军发行军票，盛京将军赵尔巽奏请由财政局拨官本沈平银30万两创设了官商合办的奉天官银号。马恩桂任总办，魏景春任总经理，总办马恩桂，总稽查盖觐光。当年即发行凭帖（即钱帖）共18种。奉省当局即宣布禁止使用“私帖”(各私营钱庄、票号发印的银、钱兑换票券)，只许统一使用官银号发行的钱帖和银票。1906年开始发行小银元票（即小洋票），通称奉票。总资本增至60万两，退还商股改为纯官办，经营第一年纯利9.4万两。1907年印制发行以沈平银为本位的银票。1908年发行大龙元票纸币。并代理省库。
1907年，清政府实施省制，东三省总督署理三省将军事务徐世昌经奏请，于宣统元年（1909年）四月二十一日，将奉天官银号更名为东三省官银号，资本沈平银60万两不变，兼理东三省金库事宜。首任总办周克昌，杨宝云任总经理。
张作霖派遣奉天省财政厅长王永江、总商会会长孙百斛于1920年10月29日在哈尔滨道外南四道街开设东三省银行。1924年7月并入东三省官银号。
1924年3月召开三省金融整理联合大会，王永江安排东三省官银号合并了奉天兴业银行、东三省银行，资本增至奉大洋2000万元，实收资本奉大洋1388万元，刘尚清任总办，彭贤任总经理。1924年7月15日正式开业。每年节省办公经费80万元，人员减少了三分之一。收回了奉天兴业银行发行的2000万元债券、东三省银行发行的970万元哈大洋券。
民国18年（1929年）2月，国民政府明令辽宁省收回省内纸币。5月国民政府拟将中央银行纸币行使于辽宁省，并着手在沈阳和哈尔滨两地设中央银行分行。为防止关内势力的进入，遏制奉票毛荒、改革币制，张学良改革东北金融，1929年5月17日成立以东三省官银号为主体、中国银行奉天分行、交通银行奉天分行、边业银行参与的“四行号联合发行准备库”，四行各出资175万元，另靠省公债筹措300万元，合计1000万元作为兑换专用基金。事务所设于沈阳城内钟楼南大街，监理官为时任省长翟文选。发行5元、10元两种四行号准备库现大洋兑换券，无限兑现。准备库券为七成现金准备，三成保证准备，四行号按比例向准备库缴纳现金准备和保证准备后，可换取等值的带有领用行暗记的准备库券，当准备库将所发行纸币兑回后，通知各行号用现金兑回相应暗记的准备库券。由于准备库券的发行较为匆忙，为借用边业银行未发行的票料加盖“联合发行准备库”、“东三省”地名、“监理官章”、“联合发行准备库”两款红色篆字方章，并加盖有对应四行号的暗记，东三省官银号的暗记为“ㄍ錴”、“ㄨ徠”、“ㄜ逑”三种，交通银行为“ㄥ渢”，中国银行为“ㄎ筑”，边业银行未领用。由于平津地区缺乏纸币，联合库券亦可在平津一律通用，并可以在平津两地兑现。东三省官银号发行联合准备库券较多，从1929年5月开始发行，最高额达1300万元，而交通银行和中国银行的领用券较少，发行时间为1929年12月，最高额均为100万元。奉票兑现大洋稳定在50比1。1930年10月，东三省官银号改发行“现大洋兑换券”1元、5元、10元三种面值，规定1元大洋券换60元奉天汇兑券。又发行现大洋辅币1角、2角和5角券。
九一八事变后，1931年10月15日东三省官银号在日军控制下重新开业，挤兑严重。1932年并入满洲中央银行，而行内所存的66万斤黄金和200万大洋均被掠走。1932年7月1日，东三省官银号正式被裁撤。

## 奉天兴业银行
1912年创办奉天农业银行。1913年7月改为奉天兴业银行，资本130万元，其中官股70万元，商股60万元。发行兴业小洋票，屡遭挤兑。1916年后返还商股，改为官办，发行不兑现的兴业银行“一二汇兑券”200万元。1919年，发行84万元的哈小洋票。

## 东三省银行
1920年在哈尔滨创办。实际为东三省官银号的附属银行。筹集资本大洋200万元、大洋票160万元，1920年10月29日开业。

## 奉天公济平市钱号
奉天公济平市钱号是东三省官银号的下属企业，专门发行小面值铜元券辅币。面值有：五枚、十枚、二十枚、五十枚、五十枚、一百枚。
1915年在奉天成立公济钱号。1919年改为奉天公济平市钱号，为东三省官银号的下属企业。1928年并入东三省官银号。
1932年满洲中央银行收兑旧币，规定一元满洲币兑换一元大洋，但60元的铜元券才能兑换一元满洲币，相当于贬值了60倍。

## 旧址
1926年，由东三省官银号设计建造办公楼。该建筑立面造型为古典三段式手法，对称构图，分主楼、附楼两组。1945年日本投降后，这里成为中央银行东北分支机构所在地。沈阳解放后做过银行和办事处，现为中国工商银行沈河区支行。